# Salomea Deszner
Salomea Deszner, właściwie Teschner, Teszner (ur. 1759 w Białymstoku, zm. 20 marca 1806 w Grodnie) – polska aktorka, śpiewaczka (grała role amantek i subretek) oraz antreprenerka. 

## Życiorys
Dzieciństwo i młodość spędziła na dworze hetmana Branickiego. Była córką nadwornego tapicera.
Debiut jej miał miejsce w 1777 r., w Teatrze Narodowym w Warszawie (grała w tym okresie m.in. w sztukach Mina Barnhelm, Amant, Autor i Sługa, Krętolewicz). Pracowała tam do 1780 r. Następnie występowała we Lwowie. W 1783 r. powróciła ponownie na deski Teatru Narodowego. W tym okresie grała także w Grodnie i Dubnie. W latach 1785–1789 występowała w Wilnie. W latach 1790–1796 znowu w Teatrze Narodowym w Warszawie. Następnie jej kariera aktorska związana była z Wilnem i Grodnem gdzie założyła własny zespół. Od 1802 r. zajmowała się prowadzeniem teatru grodzieńskiego, który miał wówczas przywilej objazdu całej guberni.
Występowała w takich sztukach teatralnych jak m.in. Rozyna w Cyruliku sewilskim, Zuzanna w Weselu Figara, Hrabina Murer w Eugenii, Plotkiewiczowa w Szkole obmowy).
Grała również w operze (m.in. rolę wieśniaczki Kasi w pierwszej polskiej operze opartej na motywach ludowych pt. Nędza uszczęśliwiona Wojciecha Bogusławskiego, z muzyką Macieja Kamieńskiego, także w: Bednarzu, Kowalu, Dwóch Strzelcach, Dwóch Skąpcach, Stellę w Fraskatance, Ernestynę w Szkole Zazdrosnych, Blondynę w Dla miłości zmyślone szaleństwo).
Wojciech Bogusławski opisywał ją słowami: piękny wzrost, kształtna kibić, twarz przyjemna, żywe i zgrabne poruszenia wystawiały w niej na scenie ujmującą osobę. Umiejętność obcych języków, dobry ton, jakiego w dworskim pożyciu w młodości swojej nabyła krasiły jej obcowanie. Wrodzoną płci swojej chęć podobania się, umiała dowieść pięknym i gustownym zawsze ubiorem, w którym niekiedy zbyt rozrzutną nazwać się mogła.